# Radosław Jurczak
Radosław Jurczak (ur. 1995) – polski poeta.
Laureat Nagrody Głównej XXI Edycji Ogólnopolskiego Konkursu Poetyckiego im. Jacka Bierezina 2015. Wyróżniony w konkursie o Nagrodę im. Kazimiery Iłłakowiczówny 2016 na najlepszy poetycki debiut roku za tom Pamięć zewnętrzna (Dom Literatury w Łodzi, Łódź 2016). Za ten tom otrzymał również Wrocławską Nagrodę Poetycką „Silesius” 2017 w kategorii debiut roku. W 2021 za tom Zakłady holenderskie (Biuro Literackie, 2020) otrzymał Nagrodę Literacką m.st. Warszawy 2021 oraz nominacje do Wrocławskiej Nagrody Poetyckiej „Silesius” i do Nagrody Literackiej Gdynia w kategorii poezja.
Mieszka w Łomiankach.